# Бака (мова)
Бака — мова, що належить до нігеро-конголезької макросімʼї, саваннської або убангійської сімʼї. Поширена в Камеруні (Східний та Південний регіони) і Габоні (провінції Волю-Нтем та Огове-Івіндо). Вивчається в початковій школі. Цією мовою розмовляють представники народу бака (пігмеї).

## Писемність
Писемність мови бака заснована на латиниці.
| A a | E e | Ɛ ɛ | I i | O o | Ɔ ɔ | U u | B b | Ɓ ɓ | D d | Ɗ ɗ | G g | Gb gb | H h | J j | K k | Kp kp |
| --- | --- | --- | --- | --- | --- | --- | --- | --- | --- | --- | --- | ----- | --- | --- | --- | ----- |

| L l | M m | Mb mb | N n | Nd nd | Ng ng | Ngb ngb | Nj nj | Ny ny | P p | S s | T t | W w | Y y | ʼ |
| --- | --- | ----- | --- | ----- | ----- | ------- | ----- | ----- | --- | --- | --- | --- | --- | - |

- Довгі голосні передаються на письмі подвоєнням букв для голосних[3].
- Тони передаються шляхом простановки над буквами для голосних діакритичних знаків: акут (´) — високий тон; гравіс (`) — низький. Середній тон позначається написанням букв для голосних без вказаних діакритичних знаків[4].